# Laura Adriani
Laura Adriani (Roma, 4 aprile 1994) è un'attrice italiana.

## Biografia
Dopo alcune esperienze a teatro, esordisce in televisione nel 2007 nella miniserie televisiva Caravaggio. Nel 2008 è presente in un episodio della sesta stagione della serie TV Don Matteo e sempre in un solo episodio nella serie TV Un caso di coscienza. Nello stesso anno prende parte alla prima edizione dello show condotto da Antonella Clerici, Ti lascio una canzone. L'anno successivo interpreta il ruolo di Viky nella sitcom per bambini Viky TV.
Nel 2010 entra a far parte del cast de I Cesaroni, serie di gran successo di Canale 5, dove interpreta il ruolo di Miriam Di Stefano nella quarta e quinta stagione. Nello stesso anno arriva la sua prima esperienza cinematografica, con il film Piazza giochi di Marco Costa, a cui seguono Un angelo all'inferno (2012), MultipleX (2013), Era santo era uomo (2013), Tutta colpa di Freud (2014) e Mi chiamo Maya (2014); sul piccolo schermo viene scelta per Provaci ancora prof! (2013), Solo per amore (2014) e Squadra mobile (2014).
Nel 2015 interpreta Natalie nel musical Next to Normal a Novara. Viene inoltre riconfermata per le seconde stagioni delle serie televisive Solo per amore e Squadra mobile. 
Nel 2018 si unisce al cast della quinta stagione della fiction di Rai 1 Che Dio ci aiuti nel ruolo di Maria, nipote di Suor Costanza (Valeria Fabrizi).
Nel 2021 recita in Cuori, serie medical di Rai 1, e nel 2022 interpreta il ruolo di Ginevra nella serie televisiva di Sky A casa tutti bene - La serie, reboot del film omonimo A casa tutti bene . Riconfermato il ruolo di Ginevra anche per la seconda stagione, in programmazione a maggio 2023 su Sky

## Filmografia

### Cinema
- Piazza giochi, regia di Marco Costa (2010)
- Tutta colpa di Freud, regia di Paolo Genovese (2014)
- Mi chiamo Maya, regia di Tommaso Agnese (2014)
- Infernet, regia di Giuseppe Ferlito (2015)
- Questi giorni, regia di Giuseppe Piccioni (2016)
- Non c'è più religione, regia di Luca Miniero (2016)
- Il colore nascosto delle cose, regia di Silvio Soldini (2017)
- Falla girare, regia di Giampaolo Morelli (2022)
- Falla girare 2 - Offline, regia di Giampaolo Morelli (2024)

### Televisione
- Caravaggio, regia di Angelo Longoni – miniserie TV (2007)
- Viky TV – serie TV (2009)
- Un caso di coscienza 4, episodio Senza pietà - serie TV (2009)
- I Cesaroni – serie TV (2010-2012)
- Provaci ancora prof 5!,  6 episodi - serie TV (2013)
- Non avere paura - Un'amicizia con Papa Wojtyla, regia di Andrea Porporati - film TV (2014)
- Solo per amore, regia di Raffaele Mertes e Daniele Falleri - serie TV (2015)
- Squadra mobile, regia di Alexis Sweet - serie TV (2015-2017)
- Solo per amore - Destini incrociati, regia di Raffaele Mertes e Daniele Falleri - serie TV (2017)
- Che Dio ci aiuti 5, regia di Francesco Vicario - serie TV (2019)
- Màkari, regia di Michele Soavi - miniserie TV, episodio 1x04 (2021)
- Cuori, regia di Riccardo Donna - serie TV, 9 episodi (2021)
- A casa tutti bene - La serie, regia di Gabriele Muccino - serie TV (2021-in corso)
- Resta con me, regia di Monica Vullo - serie TV (2023)
- Mica è colpa mia, regia di Umberto Carteni – film TV (2025)
- Maschi veri, regia di Matteo Oleotto e Letizia Lamartire – serie TV (2025)

### Cortometraggi
- Diario di famiglia, regia di Andrea Montemaggiori (2008)
- Quello che resta, regia di Piergiorgio Seidita (2012)
- L'attrazione gravitazionale del Professor D., regia di Marco Santi (2016)
- La scelta, regia di Cristina Cangale (2017)

### Varietà TV
- Ti lascio una canzone – Concorrente (2008)

## Teatro
- Hansel e Gretel, di Engelbert Humperdinck, regia di Simona Marchini (2002) - Marzapane
- L'Enfant et les sortilèges, di Maurice Ravel (2002) - corista
- Forza venite gente, musical, regia di Alberto Auci (2006) - Santa Chiara
- Phantom, regia di Daniele Adriani (2012) - Carlotta Giudicelli
- Il topo nel cortile, testo e regia di Daniele Falleri (2013)
- La forma delle cose, di Neil LaBute, regia di Manuela Metri (2014)
- Next to Normal, musical, regia di Marco Iacomelli (2015-2017)
- Green Day’s American Idiot, musical, regia di Marco Iacomelli (2017)